# 県道143号 (台湾)
県道143号（けんどう143ごう）は、彰化県芳苑郷漢宝から同県大城郷下山脚を結ぶ、全長23.59kmの台湾の県道である。一部県道152号と重複区間がある。

## 通過する自治体
- 彰化県
  - 芳苑郷
  - 二林鎮
  - 大城郷

## 接続する道路
- 台17線
- 県道148号
- 県道150号
- 県道152号

## 施設
- 漢宝国小学校
- 建新国小学校
- 二林高中学校

## 支線(廃止)

### 甲線
県道143号甲線（けんどう143ごうこうせん）は、彰化県二林鎮金瓜寮から同県竹塘郷までを結ぶ全長、6.757kmの台湾の県道である、2013年12月17日は廃止です。

### 通過する自治体
- 彰化県
  - 二林鎮
  - 竹塘郷

### 接続する道路
- 県道150号
- 台19線
- 県道152号